# Schellenbaum

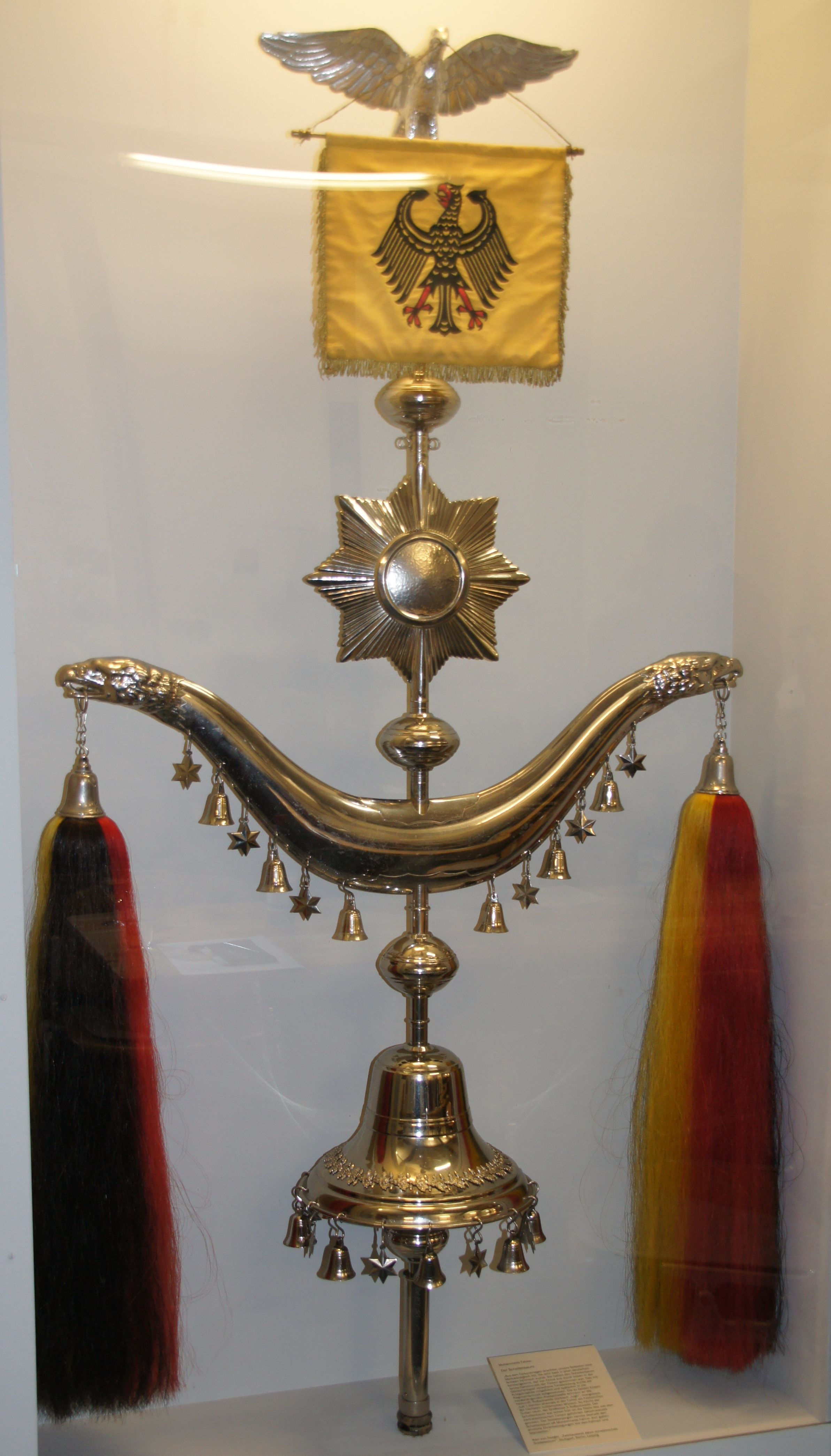
Schellenbaum

Der Schellenbaum, englisch Turkish crescent („türkischer Halbmond“) oder jingling Johnny („klingelnder Johnny“), französisch chapeau chinois („Chinesenhut“), ist eine reich verzierte, repräsentative Standarte der Militärmusik und dadurch auch der Karnevalsmusikvereine und Spielmannszüge. In den militärischen Musikkorps wird er für feierliche Anlässe getragen. Musikalisch wirksam ist er lediglich beim Marsch durch die rhythmisch mitschwingenden Glöckchen und Schellen.

## Aussehen
Der Schellenbaum, der nicht nur wegen seiner Herkunft, sondern auch wegen seines Aussehens auch „Halbmond“ oder „Mohammedsfahne“ genannt wurde, ist ein zur Zeit der Türkenkriege in die deutschen Regimentsmusiken gekommenes türkisches Rassel- oder Klingelinstrument. An einer Tragestange mit Querhölzern und Querbügeln sind Schellen und Glocken befestigt, die beim Tragen während eines Umzuges und/oder rhythmischem Auf- und Abbewegen klingen. Am oberen Ende befindet sich eine Art Feldzeichen, darunter sind am liegenden Halbmondbügel meist bunte Pferdehaare (Rossschweif) befestigt und darunter wiederum eine Anzahl Querstreben mit den angehängten Klangkörpern über einer gleichartigen Kugel. An Gewicht erreicht ein üppiger Schellenbaum, wie er in Musikvereinen mitgeführt wird, über zehn Kilogramm und eine Größe oft von über zwei Metern, sodass der Träger während eines mehrstündigen Parademarsches über eine ausreichende Konstitution verfügen sollte. Oft stehen ihm Helfer zur Seite, mit denen er sich abwechselt.

## Herkunft
In England heißt der Schellenbaum Turkish crescent, die Soldaten nannten ihn auch jingling Johnnie. Der halbmondförmige Teil am oberen Teil der Tragestange weist als Herkunftsland auf das Osmanische Reich hin. Der osmanische Reiseschriftsteller Evliya Çelebi (1611–1683) erwähnte ein zu seiner Zeit im europäischen Teil des Osmanisches Reichs beliebtes Instrument mit dem Namen çaǧana (chaghana) und schrieb ihm einen persischen Ursprung zu. Henry George Farmer (1937) interpretierte Çelebis çaǧana als Schellenbaum, was Çelebi darunter verstand, ist jedoch unklar. Deborah M. Olsen (1991) vermutete, der Schellenbaum könne seinen Ursprung in Zentralasien oder China gehabt haben, worauf der französische Name chapeau chinois („chinesischer Hut“) anspiele. Das Instrumentarium der osmanischen Musikkapellen Mehterhâne, die im Militär und bei repräsentativen Anlässen eingesetzt wurden, hat Parallelen bei mittelalterlichen Orchestern in Zentralasien und Nordchina.
Der europäische Schellenbaum könnte im 17. Jahrhundert aus dem Rangabzeichen Tugh der osmanischen Militärführer hervorgegangen und in die Janitscharenmusik, ein orientalisierender europäischer Militärmusikstil, der später mit westlichen Instrumenten gespielt wurde, eingegangen sein. Von dort übernahmen ihn im 19. Jahrhundert die osmanischen Militärkapellen, in denen der Schellenbaum (çaǧana) zusammen mit den Schlaginstrumenten – den Rahmentrommeln davul, den Kesseltrommeln nakkare und den Paarbecken zil durch rhythmisches Schütteln zur taktbestimmenden und auch charakteristischen Begleitung der melodieführenden Blasinstrumente eingesetzt wurde. Die angebrachten Pferdeschweife waren oft gefärbt und je nach Rang des Befehlshabers in der Anzahl unterschiedlich. Einem Sultan standen sechs, einem Wesir vier und einem Pascha zwei davon zu.
Für die Ausgestaltung des europäischen Schellenbaums im 18. Jahrhundert war vielleicht ein anderes, nicht vom Militär verwendetes türkischen Musikinstrument Vorbild, das cewhan genannt wurde. Das cewhan war eine in der Hand gehaltene sichelförmige Stabrassel mit Glöckchen und entsprach wohl dem von Çelebi erwähnten çaǧana.

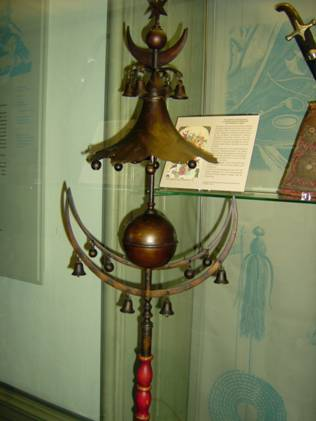
Osmanischer Schellenbaum
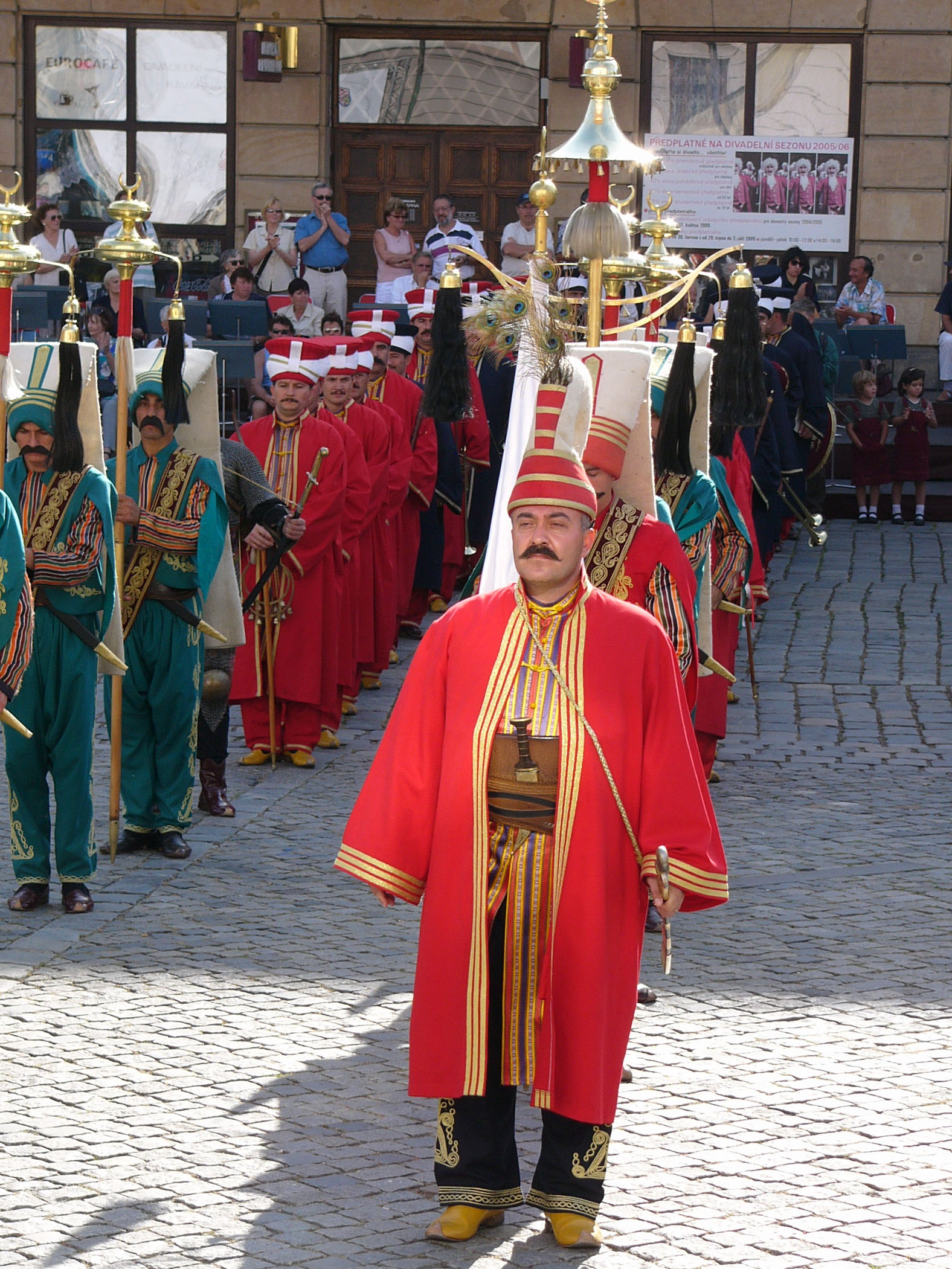
Schellenbäume in einer osmanischen Kapelle
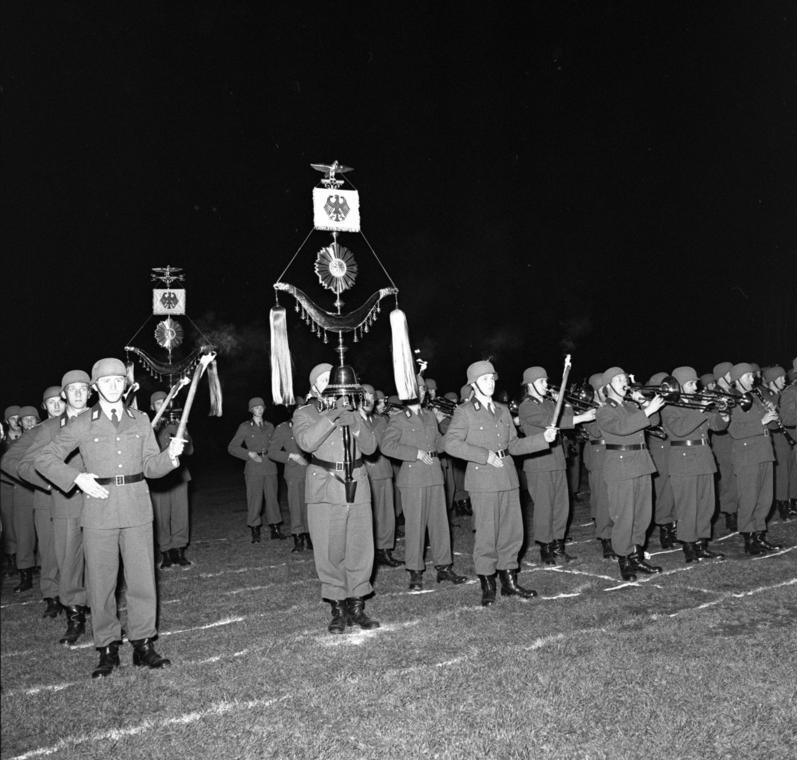
Schellenbäume bei einem Großen Zapfenstreich des BGS, 1961
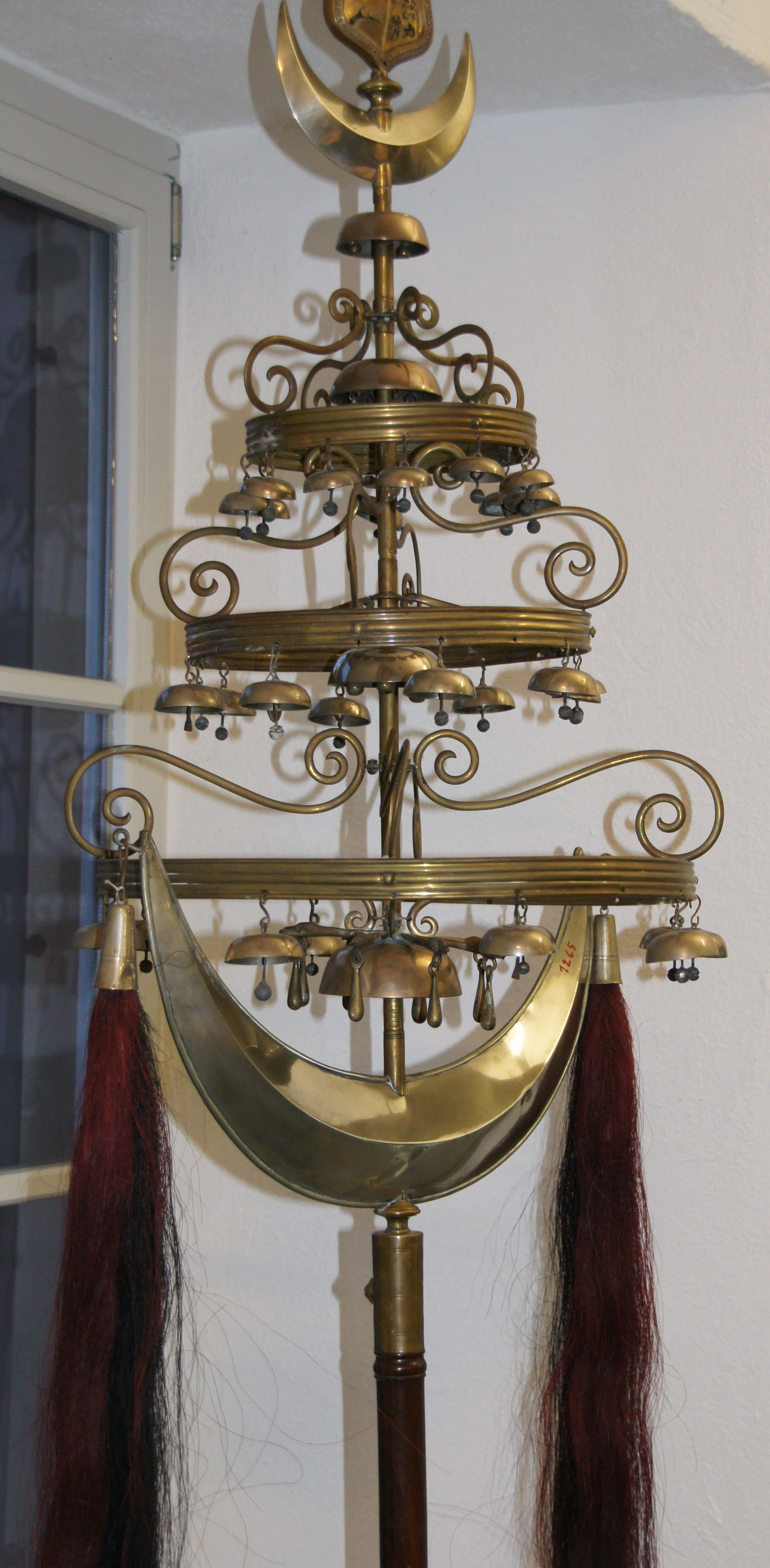
Alter Schellenbaum
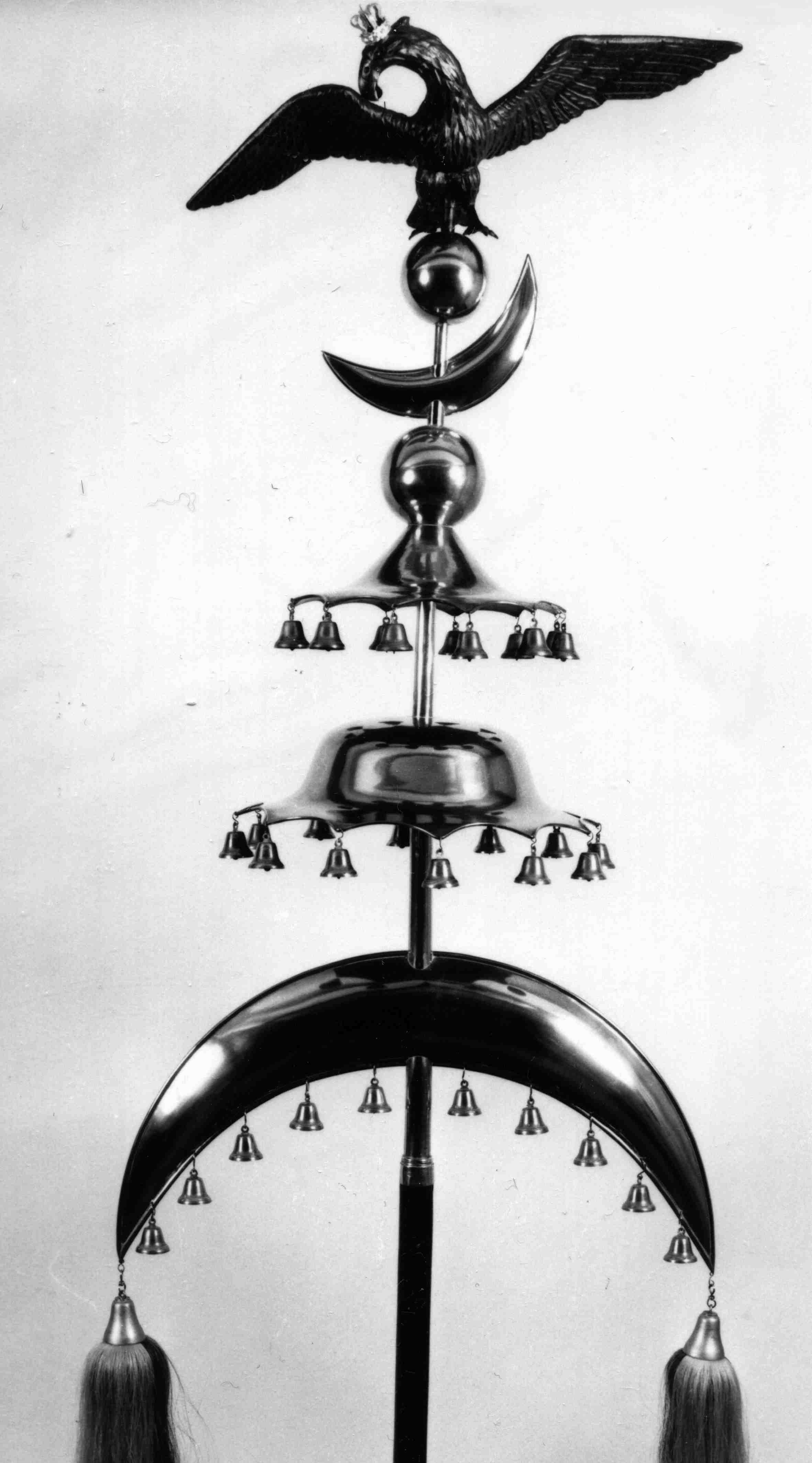
Schellenbaum des Musik Verein von Calcar (vermutlich 19. Jahrhundert)
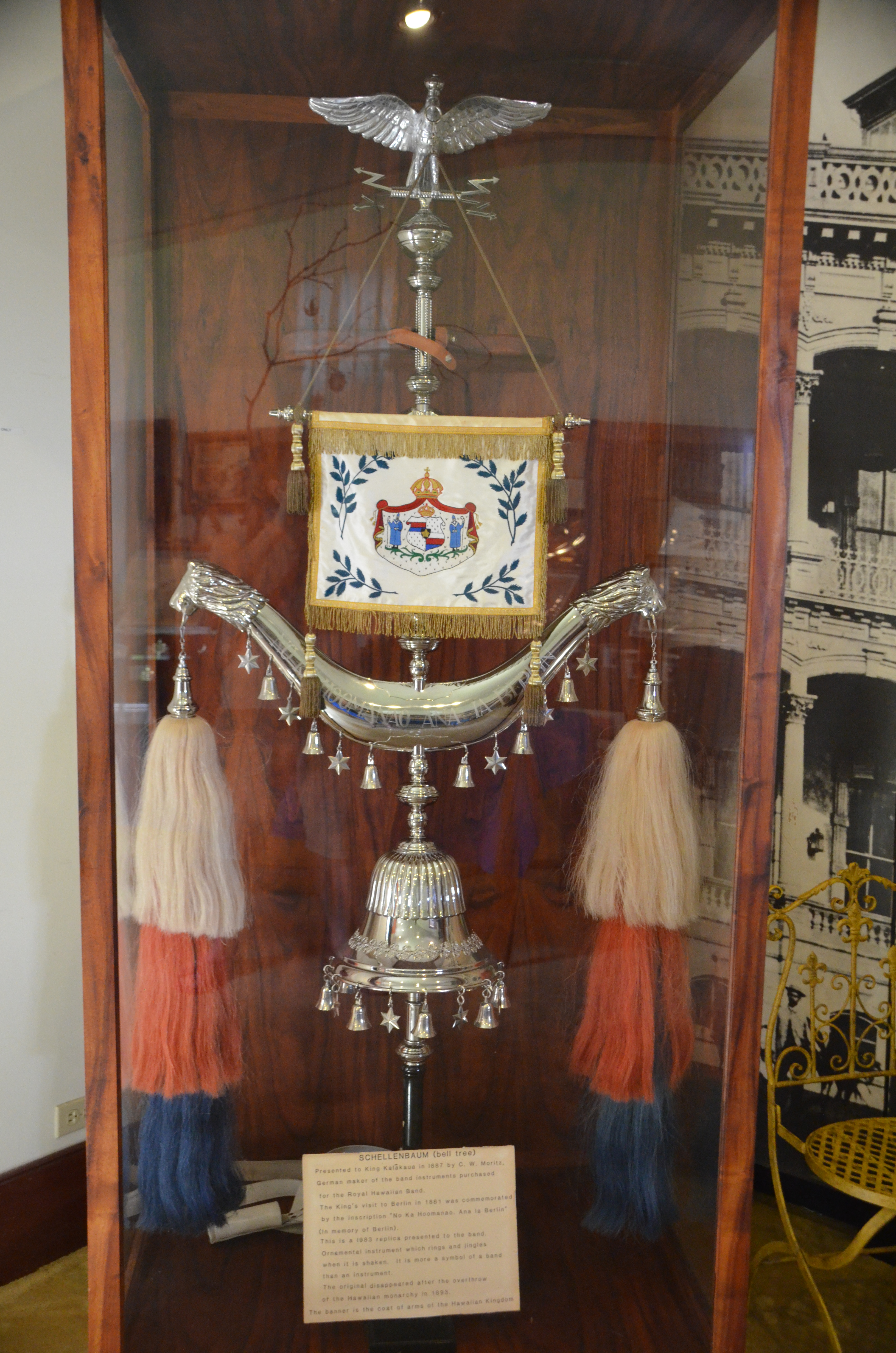
Schellenbaum, der König David Kalākaua anlässlich seines Besuchs in Berlin 1881 geschenkt wurde (Nachbildung)

## Verwendung in europäischen Truppen

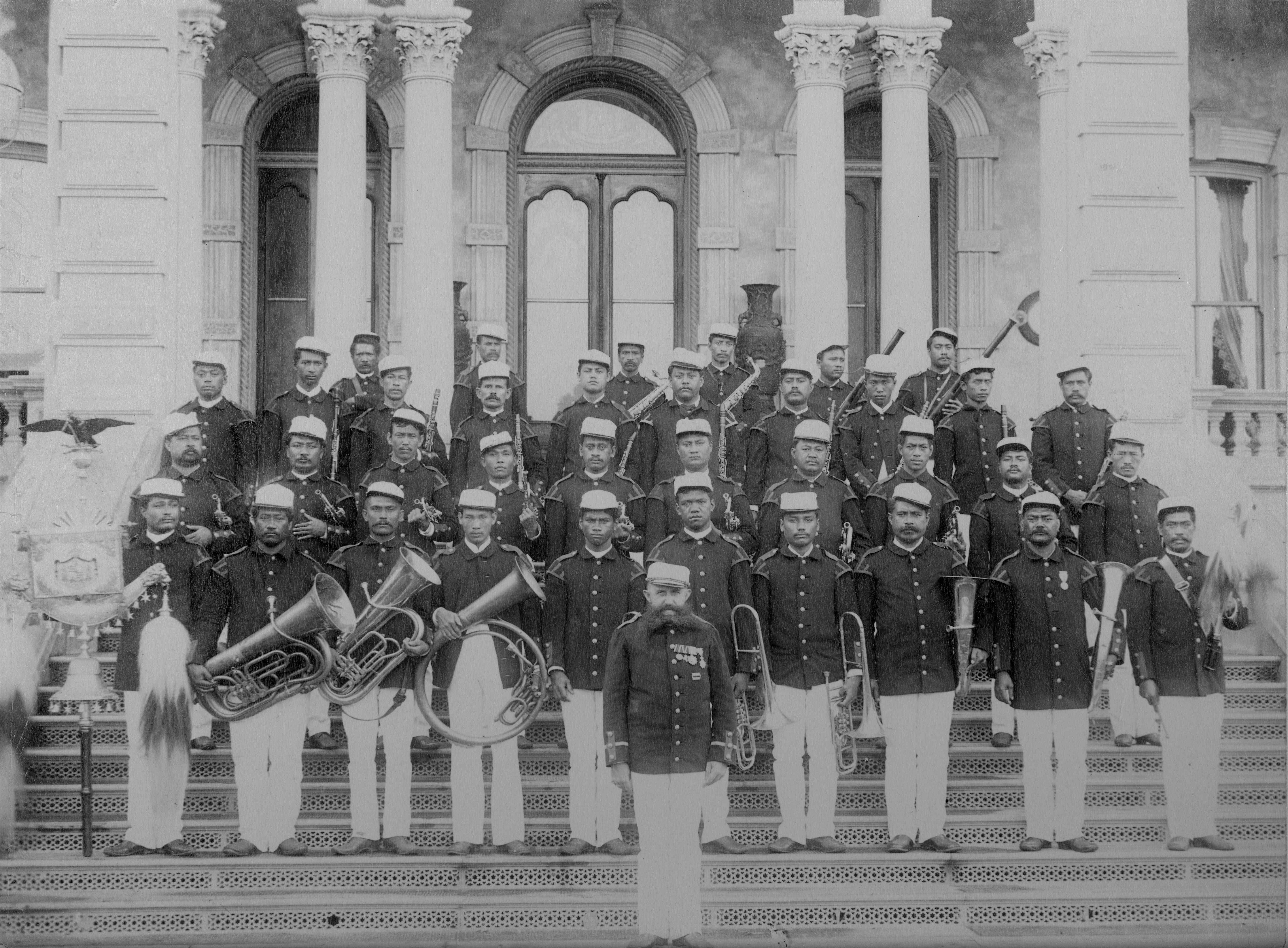
Die Royal Hawaiian Band unter Heinrich Berger mit dem preußischen Schellenbaum (ganz links)

Übernommen wurde zunächst die Blasmusik aus den Auseinandersetzungen der europäischen Staaten mit der Türkei. Den Schellenbaum übernahmen die preußischen Truppenteile erst, nachdem sie einen solchen in den Kriegen 1813/15 erbeutet hatten. Der Schellenbaum erlangte damit eher den Status eines Sieges- oder Ehreninstrumentes und diente als Feldzeichen. Hinzugefügt wurde dem preußischen Schellenbaum ein achtstrahliger Stern, der in seiner Form an den Ordensstern des 1701 gestifteten Schwarzen Adlerordens angelehnt ist. Diese Zeichen wurden bei Paraden den Befehlshabern vorangetragen und/oder anschließend vor ihren Zelten oder Unterkünften aufgestellt. Nach den Befreiungskriegen stifteten viele Städte den bei ihnen stationierten Einheiten Schellenbäume, welche später auf einen Erlass Kaiser Wilhelm II. in den für Neuanschaffungen geltenden Bestimmungen vom 27. Januar 1902 hin vereinheitlicht wurden. Der Schellenbaum galt deswegen auch nicht als Musikinstrument, sondern als Siegestrophäe. Belegt ist außerdem die Verwendung als Geschenk Kaiser Wilhelms I. an König Kalākaua von Hawaiʻi anlässlich seines Besuchs in Berlin und Essen 1881. Als die Streitkräfte Chiles vor dem Ersten Weltkrieg nach preußisch-deutschem Vorbild reformiert wurden („prusianización“), führten deutsche Ausbilder dort auch den Schellenbaum ein.
In der Reichswehr wurden seitens der einzelnen Truppenteile die Tradition der vorangetragenen Schellenbäume bei Präsentationen weitergeführt. Einheitliche Bestimmungen über Aussehen und Verwendung gab es auch bei der Wehrmacht. Auch in der Bundeswehr gehört der Schellenbaum mit schwarz-rot-goldenen Pferdehaaren aus Kunststoff und dem Bundesadler auf der Spitze zur Ausstattung eines Musikkorps. Ebenso verzichtete man auch in der Nationalen Volksarmee nicht auf dieses Symbol. Allerdings setzte man anstatt des Bundesadlers Hammer und Zirkel im Ährenkranz als Emblem obenauf.